# Микрофон-88
«Mikrofons-88» (рус. Микрофон-88) — конкурс эстрадной песни, проходивший в Латвийской ССР в 1988 году в рамках ежегодного конкурса «Mikrofons».
Конкурс в 1988 году проводился в 16-й раз; в нём приняли участие 38 песен, написанных и исполненных латвийскими авторами. При проведении опроса среди слушателей в анкету «Микрофона-88» были включены новые вопросы: лучший голос, лучшая мелодия, дебют года и т. д. От радиослушателей поступило около 77 тысяч анкет.
Заключительный концерт конкурса прошёл в рижском Дворце спорта. Его запись была показана по Латвийскому телевидению; лучшие песни конкурса выпущены на грампластинке.

## Победители конкурса
По времени конкурс 1988 года совпал с началом «Поющей революции», что отразилось в тематике песен. Победу одержала композиция группы «Remix», в которой рефреном звучат слова «Brīvību Tēvzemei» («Свободу Отечеству»). Кроме того, в заключительном концерте впервые приняли участие ряд опальных латышских музыкантов. В первую пятёрку вошли две песни Эдуарда Розенштраухса, в прежние годы запрещённые к исполнению.
Первые 5 мест распределились следующим образом:
| Место | Название песни                                   | Исполнитель                     | Автор музыки, автор текста      |
| ----- | ------------------------------------------------ | ------------------------------- | ------------------------------- |
| 1     | Pie laika рус. Ко времени                        | Родриго Фоминс и группа «Remix» | Улдис Мархилевич Родриго Фоминс |
| 2     | Vecās likteņdzirnas рус. Мельница судьбы         | Дайнис Погрантс                 | Эдуард Розенштраухс             |
| 3     | Reiz zaļoja jaunība рус. Однажды молодость цвела | Иева Акуратере                  | Юрис Кулаков Эдуард Вейденбаум  |
| 4     | Ziemeļmeita рус. Северная дева                   | группа «Jumprava»               | Айгарс Грауба                   |
| 5     | Zilais lakatiņš рус. Синий платочек              | Эдуард Розенштраухс             | Эдуард Розенштраухс В. Моора    |

Другие песни, прозвучавшие на финальном концерте:
| Место | Название песни                                              | Исполнитель                   | Автор музыки, автор текста      |
| ----- | ----------------------------------------------------------- | ----------------------------- | ------------------------------- |
| 6     | Tautas laiks рус. Время народа                              | группа «Zodiac»               | Янис Лусенс Имантс Зиедонис     |
| 7     | Nelaid, māte, bērnus mežā рус. Не пускай, мать, детей в лес | группа «Turaidas Roze»        | Имантс Калныньш Виктор Калныньш |
| 8     | Mana dienišķā dziesma рус. Моя насущная песня               | группа «Pērkons»              | Юрис Кулаков Марис Мелгалвс     |
| 9     | Zaļā dziesma рус. Зелёная песня                             | группа «Pērkons»              | Юрис Кулаков Марис Мелгалвс     |
| 11    | Tikai tā рус. Только так                                    | группа «Liepājas brāļi»       | Улдис Мархилевич Гунтарс Рачс   |
| 12    | Tur, kur Gauja рус. Там, где Гауя                           | Жорж Сиксна                   | Эдуард Розенштраухс Янис Гротс  |
| 13    | Ozolam рус. Дубу                                            | группа «Līvi»                 | Айнарс Вирга Гунтарс Рачс       |
| 14    | Lietus рус. Дождь                                           | группа «Credo»                | Гунтарс Бречс Гунтарс Рачс      |
| 17    | Vējš un liepa рус. Ветер и липа                             | группа «Turaidas Roze»        | Имантс Калныньш Гунтарс Рачс    |
| 19    | Kliedz, mana tauta рус. Кричи, мой народ                    | группа «Sīpoli»               | Ник Матвеев Визма Белшевица     |
| —     | Atgriešanās рус. Возвращение                                | Родриго Фоминс                | Зигмарс Лиепиньш Мара Залите    |
| —     | Mātes karogs рус. Флаг матери                               | Мирдза Зивере и группа «Опус» | Зигмарс Лиепиньш Мара Залите    |

## Диски с песнями конкурса
По итогам конкурса «Микрофон-88» Всесоюзная фирма грамзаписи «Мелодия» в конце 1988 года выпустила диск-гигант с 8 песнями из числа победителей конкурса (С60 28199 003). В 1989 году диск был выпущен дополнительным тиражом.
Сторона 1:
1. Ко времени (4:31)
2. Время народа (2:49)
3. Зелёная песня (4:15)
4. Дубу (5:21)
Сторона 2:
5. Кричи, мой народ (3:20) 
6. Ветер и липа (4:20)
7. Только так (4:43)
8. Синий платочек (2:51)